# Аркадия (курорт)
Арка́дия — курортный район в Одессе, включающий одноимённый пляж. Курорт находится в Приморском районе города, на берегу Чёрного моря недалеко от 5—7-й станций Большого Фонтана.

## История
Основателями города был выбран пляж Аркадия для размещения курорта, так как добраться до многих известных пляжей Одессы можно было по крутым обрывам и спускам, по которым было трудно спускаться и, особенно, подниматься. При этом в район Аркадии ведёт естественный пологий спуск, который по своему происхождению представляет овраг. Этот район был назван жителями Одессы в честь горного региона Греции. Согласно греческим представлениям в том районе царили счастье, покой, мир и простота нравов — идиллическое место на земле.
В 1920-е годы был основан регулярный парк «Аркадия», ставший важным туристическим центром города. В 2013 году была проведена масштабная реконструкция парка, который стал пешеходной зоной, а согласно Генеральному плану территория перестала считаться парковой зоной.
Санаторий «Аркадия» был основан в 1946 году. В это время началось строительство спальных корпусов и хозяйственного блока. Санаторий был создан на исторической территории Аркадии. Так, на его территории расположен целый ряд объектов культурного наследия Украины: комплекс из пяти дач конца XIX — начала XX вв. (в том числе дача Маврокордато, дача Параскиева, школа слепых, водолечебница, столовая, корпуса городского санатория), наружное ограждение 1891 года (архитектор П. У. Клейн). В свою очередь вся территория санатория является парком — памятником садово-паркового искусства.
В 1967 году была воздвигнута гостиница «Аркадия». В гостинице было размещено 295 одно- и двухместных номеров, рассчитанных на 530 мест, которые были полностью телефонизированы и радиофицированы. По состоянию на 2019 год гостиница продолжает функционировать и является сохранившимся элементом советской застройки всего курортного района.
Современная Аркадия известна тем, что на её территории находится большое количество общественных заведений, таких как рестораны, дискотеки и ночные клубы, которые работают с середины мая по середину сентября. Это связано с тем, что они расположены непосредственно у морского берега под открытым небом. Рядом с пляжем и парком расположено множество санаториев и гостиниц.

## В кинематографе
- В ночной клуб «Ибица», расположенный в Аркадии, спешат на концерт группы «Би-2» герои фильма «О чём говорят мужчины».
- В фильме «Приморский бульвар» конкурс красоты проходил в Ротонде, расположенной в Аркадии.

## Галерея
|  |  |  |  |  |  |

|  |  |  |  |  |

Виды курорта Аркадия начала XXI века
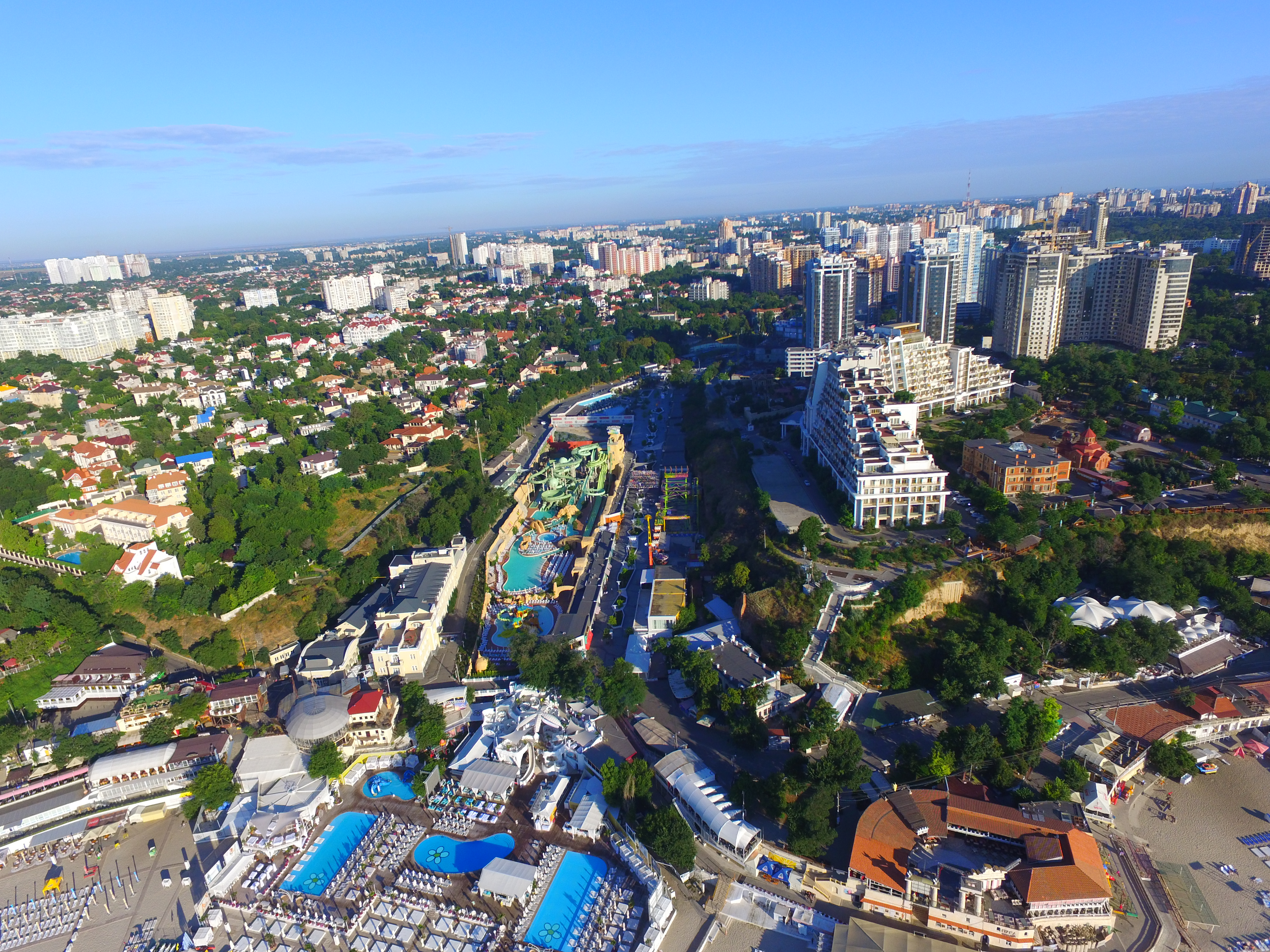
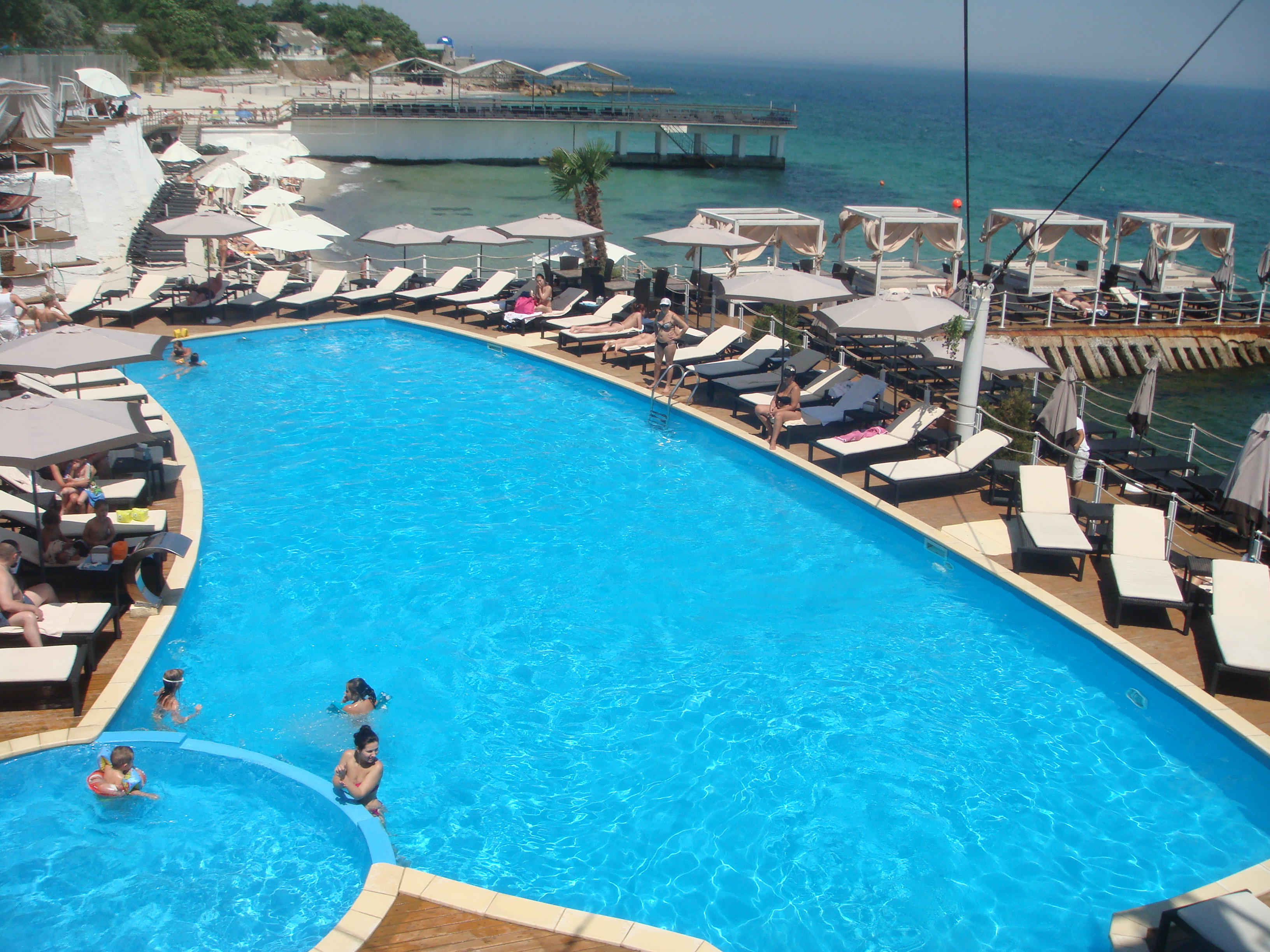
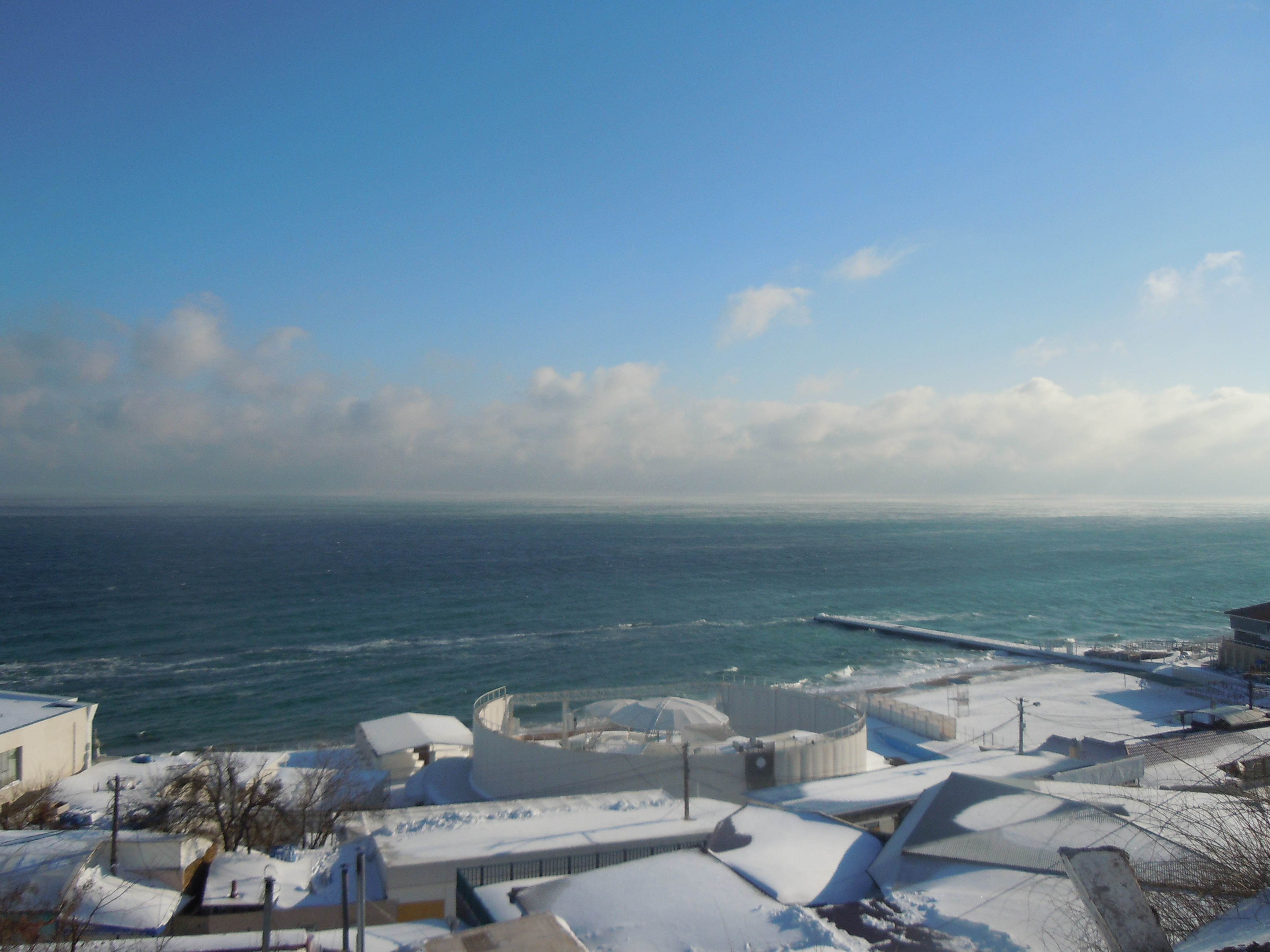
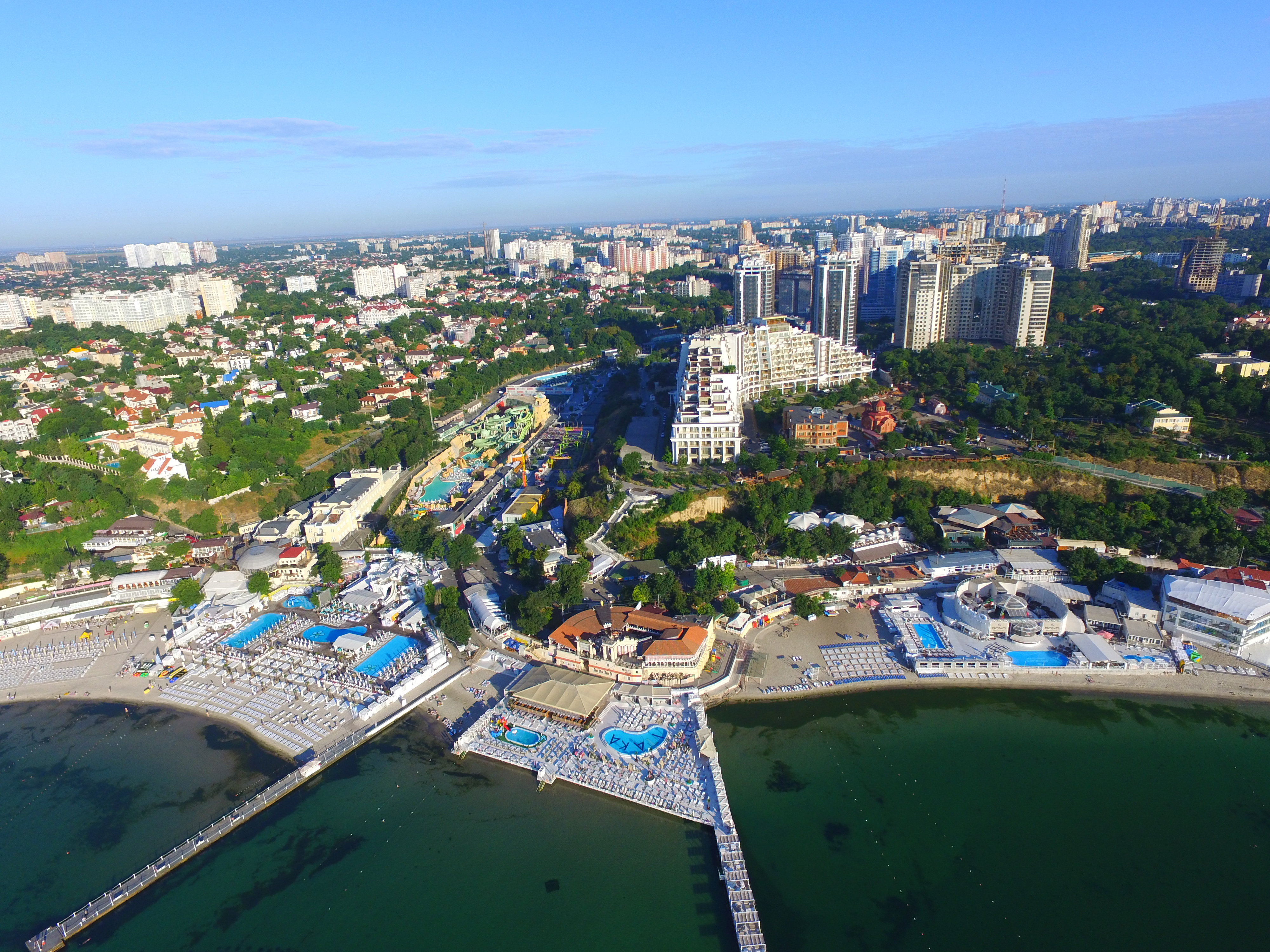